# Павлов, Владимир Петрович
Владимир Петрович Павлов (1851—1906) — генерал-лейтенант русской армии (1903), главный военный прокурор России и начальник Главного военно-судного управления, член Военного Совета.

## Биография
По окончании Орловской военной гимназии поступил в Павловское военное училище, после блестящего окончания которого был прикомандирован к Измайловскому полку в звании подпоручика. Затем поступил в Военно-юридическую академию, которую также блестяще окончил в 1876 году. С этого времени занимается исключительно военно-юридической деятельностью:
- 1884 — назначен на должность военного прокурора Харьковского военно-окружного суда.
- 1888 — назначен в Петербург на должность военного судьи.
- 1894—1905 — военный прокурор Петербургского военно-окружного суда.
- 14 августа 1905 — назначен начальником Главного Военно-судного управления и Главным военным прокурором Российской империи. Произвёл кардинальные перемены в составе и работе военно-судной администрации, подверг ведомство чистке от профессионально непригодных скомпрометировавших себя сотрудников.

## Юридическая деятельность
Инициатор принятия закона о военно-полевых судах, против которого активно выступал С. Ю. Витте. Этот закон, который был ответом на развязанный революционерами террор, В. П. Павлову удалось утвердить уже с помощью П. А. Столыпина. Военно-полевые суды были введены, по замыслу Павлова, для защиты и спокойствия населения России от уголовников-убийц и наиболее жестоких преступников из среды революционеров. В либеральной и революционной печати и в Думе против Павлова была развязана клеветническая кампания, которой немало способствовали различные скомпрометировавшие себя чиновники, уволенные В. П. Павловым из военно-судебного ведомства, ставшие затем его личными врагами.

## Гибель

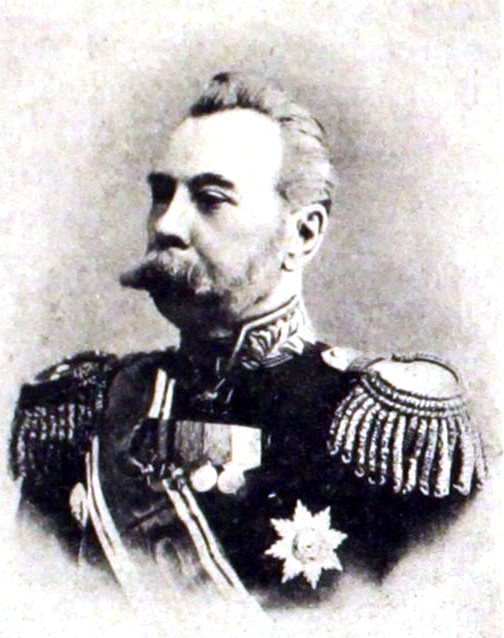
Владимир Петрович Павлов

В связи с законом о военно-полевых судах В. П. Павлов регулярно получал анонимные письма с угрозами смерти и уговорами оставить должность Главного военного прокурора. Он продолжал работать. 27 декабря 1906 года Главный военный прокурор генерал-лейтенант Павлов был убит переодетым в форму матроса-писаря суда террористом после того, как в Государственной Думе депутаты-кадеты пригрозили ему расправой, а в газете «Речь» появилась статья В. Беренштама, назвавшего Павлова «палачом», стоящим «по колена в крови».
Утром 27 декабря 1906 г. генерал вышел прогулять своих трёх пуделей. «…Внезапно со стороны входных ворот появился какой-то человек, одетый в форму писаря, с разносной книгой в руках. Увидев Павлова, он бросается к нему. Раздается выстрел. Генерал выхватывает револьвер, направляет его в злодея, нажимает спуск, слышится слабый щелчок — револьвер осёкся и летит в снег. Павлов сбрасывает шинель и хватает негодяя за руки. Начинается борьба. Ловким движением убийца освобождает одну руку и выхватывает из кармана второй револьвер. Гремят выстрелы. Израненный генерал поворачивается и, махнув рукой, направляется домой. Пули сыплются ему вслед. Покачнулся Павлов, зашатался и опустился на снег. Злодей подскакивает к лежащему и выпускает один за другим еще несколько выстрелов… На шум сбегаются дворник и швейцар. Пытаются задержать убийцу. Он отстреливается и исчезает за воротами. Выстрелы во дворе привлекают также внимание жены генерала. Она подходит к окну, сразу понимает, в чём дело, и с криком: „Коля, папу убили во дворе“, опрометью, в одном капоте, выбегает на мороз. Во дворе тихо… одна только жена швейцара. Она бросилась на помощь, подбежала к окровавленному генералу, приподняла его голову, заглянула в лицо, но Павлова уже не стало». Убийцу поймали, он отказался назвать своё имя, следователям не удалось выяснить кто он. 28 декабря 1906 года он был повешен, как неизвестный. Лишь позже выяснилось, что убийцей генерала Павлова был эсер, участник готовившегося восстания в Баку, один из организаторов восстания матросов в Кронштадте, беглый матрос Николай Егоров.
Владимир Петрович Павлов похоронен в Новодевичьем монастыре Санкт-Петербурга.

## О нём
Военный министр А. Ф. Редигер так пишет в своих воспоминаниях о Павлове:

Сам добросовестнейший служака, точнейший исполнитель закона, он и от других требовал того же, а исполнение наиболее тяжелой службы считал лишь исполнением служебного долга и не видел в нем повода к каким-либо особым наградам. Я его искренне уважал как цельного, твердого и честного человека…